# Almaș
Almaș là một xã thuộc hạt Arad, România. Dân số thời điểm năm 2002 là 3007 người.